# Fiat Tipo 55
La FIAT Tipo 55 était une voiture de grandes dimensions et puissante, déclinée sous plusieurs formes de carrosserie, comme cela était d'usage à l'époque. Ce modèle fut conçu par FIAT Italie et produit exclusivement par la filiale américaine FIAT Motor Co. dans son usine de Poughkeepsie aux États-Unis entre 1912 et 1916.

## Histoire
Giovanni Agnelli, fondateur et PDG de FIAT, avait réussi à imposer sa marque de voitures comme l'équivalent de Rolls-Royce mais était excédé par les taxes d'importation aux États-Unis de 45 %. 
En 1908, pour éviter ces taxes prohibitives, il décide de créer une filiale locale, l'American FIAT Automobile Company et de construire une usine le long du fleuve Hudson à Poughkeepsie, dans l'État de New-York qui fut inaugurée en 1909.
Après avoir produit des véhicules semblables aux modèles italiens de Turin, les FIAT Tipo 53 - 54 & 55, le sénateur Agnelli voulut un modèle très haut de gamme, la FIAT Tipo 56, modèle jamais produit ailleurs.

## Les dérivés de la FIAT Tipo 55
De 1915 à 1917, FIAT Motor Co. a livré des châssis motorisés pour des utilisations militaires :
- pour l'armée du Tsar de l'Empire russe :
  - 41 châssis motorisés FIAT Tipo 55 pour la production en Grande-Bretagne d'automitrailleuses FIAT-Armstrong-Whitworth en 1915. La société Armstrong-Whitworth a assuré l'équipement militaire avec le blindage du véhicule,
  - 81 châssis motorisés FIAT Tipo 55 pour la production locale des automitrailleuses FIAT Izhorski en 1916, dans l'usine de Volgograd ;
  - 15 châssis courts et longs de FIAT Tipo 55 à « l'Armée blanche » durant la guerre civile russe en 1917, pour la réalisation des automitrailleuses FIAT-Omsky.
- pour l'armée britannique : 
  - 120 châssis pour chars de combat blindés destinés à l'armée britannique, équipés du moteurs essence de la FIAT Tipo 55, identique à ceux montés sur les modèles automobiles FIAT en production aux États-Unis, d'une puissance de 74 ch[1].